# Hustlers
Hustlers és una pel·lícula de comèdia dramàtica i suspens de 2019 escrita i dirigida per Lorene Scafaria, està basada en l'article periodístic de 2015 "The Hustlers at Scores" de Jessica Pressler publicat a la revista New York. El film és protagonitzat per Constance Wu, Jennifer Lopez, Julia Stiles, Keke Palmer, Lili Reinhart, Lizzo, i Cardi B. La trama segueix un grup d'strippers a Nova York que comencen a furtar diners drogant traders d'estoc i CEOs que visiten el seu club, els droguen i després utilitzen les seues targetes de crèdit. Lopez és també productora en este film.
Va ser anunciat el febrer de 2016, i va ser finançat i publicat per STX Entertainment. Fins al moment ha recaptat 135,8 milions de dòlars a nivell mundial.